# Joachim Ehrig
Joachim Ehrig, född den 21 februari 1947 i Heidelberg i Tyskland, är en västtysk roddare.
Han tog OS-brons i fyra utan styrman i samband med de olympiska roddtävlingarna 1972 i München.